# 库科伊·萨尼昂
库科伊·桑巴·萨尼昂（英語：Kukoi Samba Sanyang；1952年—2013年6月18日）是一位冈比亚政治人物，也是1981年旨在推翻达乌达·贾瓦拉政府的未遂政变的领导人。他出生在福尼贾罗勒区瓦萨杜村。
1980年，他从国外返回冈比亚，参与冈比亚地下社会主义革命工人党的活动。1981年7月31日，当贾瓦拉出国时，由萨尼昂领导的由12名成员组成的全国革命委员会夺取了该国的控制权。全国革命委员会指控贾瓦拉政府“腐败、部落主义和专制主义”。全国革命委员会还宣布暂停国家宪法，并宣布他们打算建立“无产阶级专政”。这次政变在8月5日结束，塞内加尔军队击败叛军。萨尼昂先是逃到几内亚比绍，后又前往支持此次政变的利比亚。